# Skowronek (Pferd)
Skowronek (* 1908; † Februar 1930) war ein Arabischer Vollbluthengst, gezogen auf dem Gestüt Antoniny von Graf Józef Potocki. Sein polnischer Name bedeutet so viel wie Lerche bzw. Feldlerche.
Skowronek war ein Schimmelhengst, der für seinen arabischen Typ, seinen feinen Kopf und sein korrektes Fundament gelobt wurde.

## Junge Jahre
Bezüglich des Geburtsjahres von Skowronek gibt es unterschiedliche Aufzeichnungen. Das polnische und englische Zuchtbuch für Araber geben 1909 als Geburtsjahr an, das General Stud Book und das Originalpedigree der Grafen Potocki geben jedoch 1908 an.
Der britische Maler Walter Winans kaufte Skowronek 1913 als junges Pferd von Graf Potocki und importierte ihn nach England. Ursprünglich reiste Winans nach Polen, um in dem privaten Tierpark des Grafen in Piławin, nördlich von Antoniny, jagen zu gehen. Dort sah er dann den Schimmelhengst und kaufte ihn Graf Potocki für 150 englische Pfund ab. Winans ritt Skowronek, nahm ihn jedoch auch als Modell für einige Bronzen, die der Künstler erstellte, bevor er ihn an Herrn Webb Wares verkaufte.
Wares nutzte Skowronek seinerseits als Reitpferd und verkaufte ihn dann vermutlich an Herrn H.V. Musgrave Clark, wo Skowronek zum ersten Mal mit dem Schauwesen und der Zucht in Berührung kam. Dies war vermutlich auch der Zeitpunkt, als Skowronek erstmals die Aufmerksamkeit von Lady Wentworth erregte.
Lady Wentworth erwarb Skowronek durch eine List von Clark, die nachhaltig zu einem kühlen Verhältnis zwischen den beiden Züchtern geführt hat. Da beide Parteien in der Zucht und Schau von Arabischen Vollblütern Konkurrenten waren, ging Lady Wentworth vermutlich davon aus, dass Clark den Preis für den Hengst in die Höhe treiben, oder das Tier gar nicht an sie verkaufen würde. Sie schob daher einen amerikanischen Exporteur als Agenten vor, der den Kauf mit Clark abschließen sollte. Clark fiel auf den Bluff herein und bemerkte erst zu spät, dass Lady Wentworth hinter dem Kauf steckte.

## Zuchtgeschichte
Lady Wentworth setzte Skowronek auf ihrem Gestüt Crabbet Park als Deckhengst ein. Er wurde oft bei Töchtern und Enkelinnen des Hengstes Mesaoud – ebenfalls ein Deckhengst auf Crabbet Park – eingesetzt und brachte eine Vielzahl von Nachkommen, die den Zuchtbestrebungen von Lady Wentworth nach großrahmigeren Pferden mit arabischem Typ und Eleganz nachkamen. Skowroneks Nachkommen fanden nicht nur in Großbritannien reißenden Absatz, sie wurden auch in die ganze Welt exportiert: Ägypten, Argentinien, Australien, Chile, Dänemark, Deutschland, Frankreich, Israel, Kanada, Neuseeland die Niederlande, Pakistan, Polen, Spanien, Südafrika, Russland, Türkei und die USA.
Rückblickend betrachtet kann man mit Recht behaupten, dass Graf Potocki den Wert des Hengstes bei seinem Verkauf an Winans weit unterschätzt hat. Lady Wentworth schlug einst ein Kaufangebot des russischen Gestüts Tersk über 250.000 US-Dollar aus.

### Nachkommen Skowroneks
Neben einer Vielzahl von Nachkommen sind nachfolgend einige berühmte Namen aufgeführt, die ihrerseits großen Einfluss auf die Zuchten der Arabischen Vollblüter des jeweiligen Landes hatten:
- sein Sohn Raffles, verkauft an den US-amerikanischen Züchter Roger Selby
- die Hengste Raswan und Raseyn, exportiert in die USA an die bekannte Zucht von W.K. Kellogg – erstgenannter Hengst spielte auch eine entscheidende Rolle im Leben von Carl Raswan
- ein weiterer Sohn Naseem, von vielen als der beste Nachkomme Skowroneks bezeichnet, wurde an das Gestüt Tersk in Russland verkauft und dürfte der weltweit einflussreichste Skowronek-Sohn überhaupt sein. Sein Name findet sich in den Pedigrees zahlreicher erfolgreicher Pferde der Gegenwart.
- seine Tochter Jalila, verkauft an den Herzog von Veragua, einen Nachkommen der Familie des Christoph Kolumbus in Spanien, die später den bekannten Hengst Nana Sahib zur Welt brachte

### Stammbaum
| Vater Ibrahim d.b. Schimmel 1899 | Heijer d.b.           | unbekannt                 | unbekannt                        |
| Vater Ibrahim d.b. Schimmel 1899 | Heijer d.b.           | unbekannt                 | unbekannt                        |
| Vater Ibrahim d.b. Schimmel 1899 | Heijer d.b.           | unbekannt                 | unbekannt                        |
| Vater Ibrahim d.b. Schimmel 1899 | Heijer d.b.           | unbekannt                 | unbekannt                        |
| Vater Ibrahim d.b. Schimmel 1899 | Lafitte d.b.          | unbekannt                 | unbekannt                        |
| Vater Ibrahim d.b. Schimmel 1899 | Lafitte d.b.          | unbekannt                 | unbekannt                        |
| Vater Ibrahim d.b. Schimmel 1899 | Lafitte d.b.          | unbekannt                 | unbekannt                        |
| Vater Ibrahim d.b. Schimmel 1899 | Lafitte d.b.          | unbekannt                 | unbekannt                        |
| Mutter Jaskolka Schimmel 1891    | Rymnik Schimmel 1876  | Kortez Rappe 1870         | Cercle 1863                      |
| Mutter Jaskolka Schimmel 1891    | Rymnik Schimmel 1876  | Kortez Rappe 1870         | Gonta Schimmel 1855              |
| Mutter Jaskolka Schimmel 1891    | Rymnik Schimmel 1876  | Hama Schimmel 1868        | Kohejlan Abu Argub d.b. Schimmel |
| Mutter Jaskolka Schimmel 1891    | Rymnik Schimmel 1876  | Hama Schimmel 1868        | Caramba d.b. Braun 1863          |
| Mutter Jaskolka Schimmel 1891    | Epopeja Schimmel 1875 | Derwisz d.b Schimmel 1865 | unbekannt                        |
| Mutter Jaskolka Schimmel 1891    | Epopeja Schimmel 1875 | Derwisz d.b Schimmel 1865 | unbekannt                        |
| Mutter Jaskolka Schimmel 1891    | Epopeja Schimmel 1875 | Lira Braun 1868           | Obejan-Maciuk 1857               |
| Mutter Jaskolka Schimmel 1891    | Epopeja Schimmel 1875 | Lira Braun 1868           | Kreolka 1858                     |

Die Abkürzung d.b. steht für desert bred, also in der Wüste gezogene Originalaraber

#### Stammbaumkontroverse
Bezüglich der Abstammung Skowroneks kam es zu kontroversen Diskussionen, die die Gemeinschaft der Züchter und deren Verbände in Aufruhr versetzten.
Lady Wentworth ging davon aus, dass Skowronek ein reinblütiger, als asil bezeichneter, Hengst sei, sein Stammbaum also in allen Linien bis auf Originalaraber der Wüstenbeduinen zurückverfolgt werden kann und demzufolge keinerlei Fremdblut führt. Im Stutbuch endet der Stammbaum Skowroneks mit drei Großeltern, was einige enthusiastische Araberzüchter die Reinheit von Skowroneks Blut hinterfragen ließ. Sein Vater Ibrahim stand außer Zweifel, er war ein im Jahre 1907 nach Polen importierter Originalaraber. Seine Mutter Jaskolka – auch unter der Schreibweise Yascolka oder Yaskolka bekannt – hingegen war eine in Polen gezogene Stute.
In Polen wurden arabische Pferde bereits seit langer Zeit gezüchtet und es war durchaus üblich, neben den Reinzuchten auch Kreuzungszuchten mit englischen Vollblütern und anderen polnischen Pferden nicht arabischer Abstammung durchzuführen. Verfechter der Reinheit der polnischen Vollblutaraber verwiesen lange Zeit auf Untersuchungen, die eine Rückverfolgung der beiden Großeltern Rymnik und Epopeja – auch bekannt unter der Schreibweise Epopeia oder Epopya – auf Pferde aus der Zucht von Abbas Pasha hervorbrachten, sowie sprachliche Missverständnisse bezüglich eines Briefes von Prinz Roman V. von Sanguszko. In diesem Brief schrieb Prinz Roman, der das Gestüt Sławuta im Jahre 1860 von seinem Onkel geerbt hat, dass alle noch im Gestüt befindlichen Pferde einen Teil nichtarabischen Blutes aufwiesen. In dem 1900 veröffentlichten Brief schrieb er:
„Zur Zeit habe ich keine reinrassigen Araber mehr (d. h. von importierten Eltern abstammende Pferde); der letzte reinrassige Araber war der Hengst ‚Attyk‘, der 1899 verkauft wurde.“
Die Aussage hinsichtlich der von importierten Eltern abstammende Pferde wird von den Verfechtern der Reinheit als sprachliches Missverständnis ausgelegt, da hierunter durchaus in Polen reingezogene Pferde gemeint sein können. Die Zweifler an der Reinheit unterstellen hier jedoch eine Einkreuzung von Fremdblut.
Anlass zu neuen Kontroversen gab eine Arbeit von Ursula Guttmann in Zusammenarbeit mit Dr. Foppe Bonno Klynstra, die meint, nachweisen zu können, dass Skowronek über seine Mutter Jaskolka Fremdblut führte, und zwar:

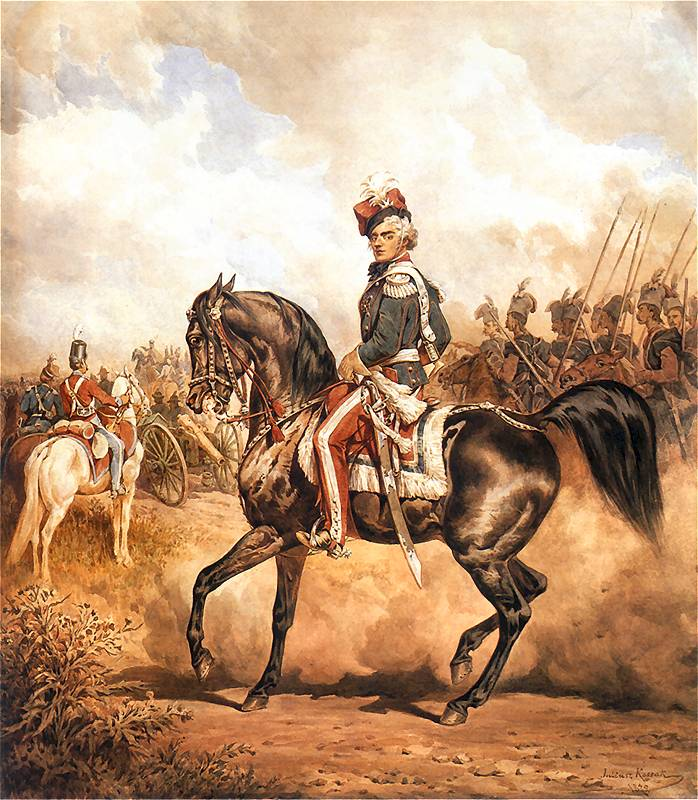
Szumka II auf einem Aquarell des Malers Juliusz Kossak

- 5-mal englisches Vollblut
- 2-mal Turkmenen
- 16-mal polnische Landstuten.

Andere Autoren, u. a. J. E. Flade, haben diese Schlussfolgerungen aus den Pedigreestudien in Frage gestellt. So ist die in polnischen Pedigrees in den Mutterlinien häufig auftretende Bezeichnung „Polka“ weder ein Eigenname noch gleichzusetzen mit „Polnische Landstute“, sondern bedeutet so viel wie „in Polen gezogene Stute“, im Gegensatz zu den auch entsprechend bezeichneten zahlreich importierten Originalaraberhengsten. Die schriftlichen Pedigrees polnischer Araber reichen weiter zurück als die jeder anderen Zucht weltweit. Traditionell wurde der Mutterlinie in der Pferdezucht geringere Bedeutung beigemessen, weshalb die Stuten in den ganz frühen Pedigrees oft einfach mit „Polka“, „Kobyla“ (polnisches Wort für Stute) oder „Matka“ (polnisches Wort für Mutter) bezeichnet wurden. Diese Bezeichnungen lassen jedoch weder Rückschlüsse auf ihre Abstammung zu, noch sind die so bezeichneten Muttertiere zwangsläufig identisch. Ein Beispiel ist der in 7. Generation in Skowroneks Pedigree auftauchende schwarze Szumka II (auch Shumka), dessen Mutter wie Großmutter in selber Linie mit „Polka“ bezeichnet sind. Von Szumka II gibt es mehrere Aquarelle des polnischen Malers Juliusz Kossak, die einen äußerst typvollen Vollblutaraber zeigen. Ein solches Pferd hatte mit Sicherheit keine „Polnische Landstute“ zur Mutter. Auch andere regionale Herkunftsbezeichnungen für Stuten waren üblich, wie z. B. Pruszyna (Preussin), die zwar, wie der Name nahelegt, aus Preußen angekauft wurde, jedoch deshalb nicht etwa eine preußische Landstute war, was ihr Vater Gniady d.b. beweist.
Jedoch führte die genannte Arbeit von Guttman/Klynstra zu hitzigen Diskussionen zwischen den Züchtern und innerhalb der Verbände, welche bis dahin alle einen „Vollblutaraber“ als reinblütig definierten. Vgl. hierzu die ursprüngliche Zuchtbuchdefinition des VZAP:
„Vollblutaraber im Sinne des Zuchtziels sind Pferde, welche nachweisbar ausschließlich auf Originalaraber zurückgehen … Eingetragen werden solche Pferde, welche einen einwandfreien Ahnennachweis besitzen.“
Einen gleichlautenden Grundsatz findet man auch bei der 1919 gegründeten The Arab Horse Society, in deren Zuchtbuch Skowronek geführt wurde:

„Arabian horses are those in whose pedigrees there is no other then pure arab blood.“

„Arabische Vollblutpferde sind die, in deren Pedigrees es kein anderes als rein arabisches Blut gibt.“

Diese Auffassung wurde auch noch einmal von dem ehemaligen Präsidenten der The Arab Horse Society in seinem Buch bekräftigt:

„... alein blood is unknown; indeed should it be introduced, the result is that it at once becomes either Anglo-Arab or Part-bred-Arab.“

„... sie kennt kein Fremdblut; sollte tatsächlich welches eingeführt werden, so ist das Ergebnis schlagartig entweder ein Angloaraber oder ein Halbblutaraber“

Eine Beibehaltung dieser Definition hieße jedoch, dass ein erheblicher Teil der bisher als Vollblutaraber geführten Pferde dieser Definition nicht mehr entsprechen würde und aus dem Zuchtbüchern entfernt werden müsste. Einer Veröffentlichung der World Arabian Horse Organisation kann entnommen werden:
„… Der wichtigste Punkt ist: die Behauptung der AHRA, alle Pferde, die dort registriert sind, könnten in jeder Linie bis zu arabischen Wüstenpferden zurückverfolgt werden, ist nicht annähernd wahr. Tatsächlich ist nichts so weit von der Wahrheit entfernt wie dieser Anspruch.
Von den 8771 Arabern, die 1970 geboren und bei der AHRA registriert wurden, hatten nur 2 % einen Stammbaum, der in jeder Linie bis zum Orient zurückverfolgt werden konnte.“
Die Auswirkungen, die daraus resultierten, nahmen ein solches Ausmaß an, dass die Verbände daraufhin ihre Definition eines Vollblutarabers anpassten – vgl. Ursachen für die Gründung des ASIL Clubs.

„Das Zuchtprogramm dient der Erhaltung und Förderung der Zucht des Arabischen Vollblüters (AV).
…
Am Zuchtprogramm nehmen alle Zuchtpferde teil, die in das Zuchtbuch für AV des VZAP oder einer anderen von der WAHO anerkannten Züchtervereinigung für Arabische Vollblüter eingetragen sind.“

## Tod
Skowronek starb im Alter von 22 Jahren im Februar 1930. Lady Wentworth stiftete sein Skelett, das die bei Arabischen Vollblütern teilweise auftretende Abweichung von 17 statt 18 Rippenpaaren und 5 statt 6 Lendenwirbeln aufweist, dem britischen Museum in London.